# Langues en Géorgie du Sud-et-les îles Sandwich du Sud
La langue officielle de la Géorgie du Sud-et-les îles Sandwich du Sud est, dans les faits et en tant que territoire britannique d'outre-mer, l'anglais, qui est parlé par presque tout le monde au quotidien.

Selon les saisons, l'île de Géorgie du Sud compte une petite population variant entre 200 et 1 400 personnes, principalement durant l'été austral, de scientifiques, militaires et personnel assurant des services de soutien. La plupart des gens vivent dans le chef-lieu, l'ancienne station baleinière norvégienne de Grytviken. Il n'y a jamais eu de peuple indigène sur ces îles, bien qu'une poignée de personnes y soient nées. La seule langue d'usage est l'anglais, la langue officielle du Royaume-Uni. La population présente, entièrement britannique, est fluctuante et saisonnière.

## Actuellement

### Anglais

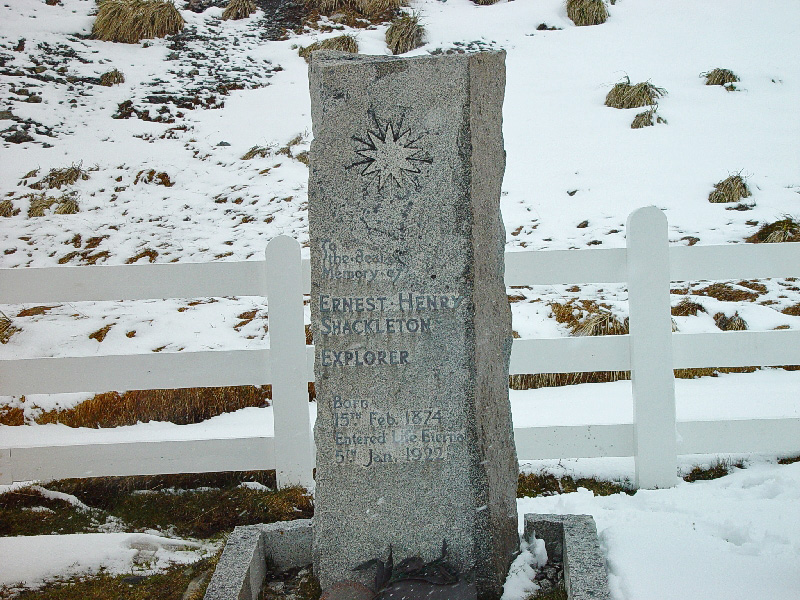
La pierre tombale d'Ernest Shackleton au cimetière de Grytviken en Géorgie du Sud.

L'anglais a été utilisé tout au long de l'histoire connue de la Géorgie du Sud, depuis les premières explorations par Anthony de la Roché et James Cook jusqu'à aujourd'hui. Il est utilisé pour l'administration du territoire, les timbres postaux et divers autres usages.
La majorité des toponymes de l'île sont en anglais ou ont été anglicisés, et ont été données par des explorateurs britanniques et américains, par exemple l'Île Bird, l'Île Grass, Echo Pass, Gold Harbour et plein d'autres.

### Latin

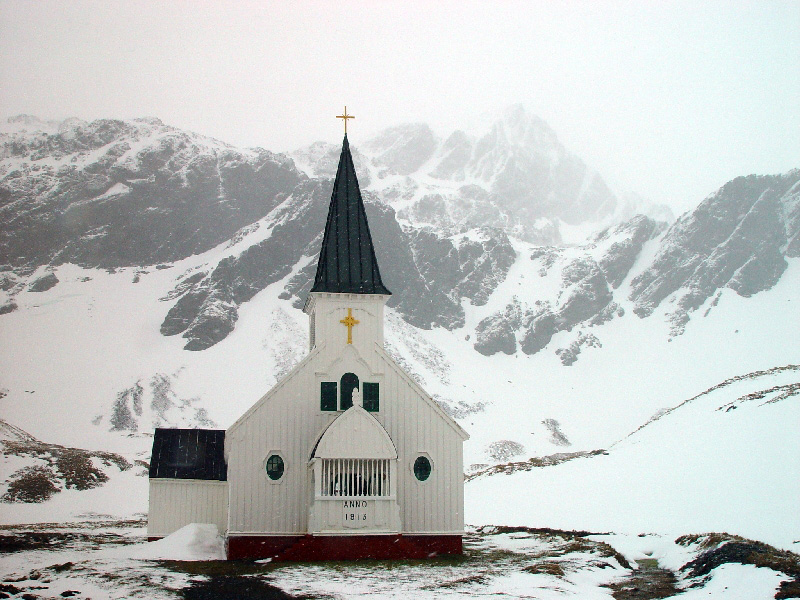
L'église du Chasseur de baleines de Grytviken avec l'inscription latine anno 1913.

Le latin est utilisé dans la devise des îles : Leo Terram Propriam Protegat signifiant « Puisse le lion protéger sa propre terre ». Il apparait également sur l'église de Grytviken : Anno 1913.

## Autrefois
Plusieurs langues ont été utilisées historiquement en Géorgie du Sud.

### Norvégien
Le norvégien a été utilisé en Géorgie du Sud principalement par de nombreux baleiniers.
Le principal héritage norvégien est dans un nombre important de noms de lieux, incluant Hestesletten (« la plaine du cheval »), Skrap Skerries (skrapskjaer ou skrapskjar), Trollhul et Elsehul. Deux stations baleinières avaient des noms norvégiens : Husvik et Godthul.
La première personne à être née en Géorgie du Sud (et au sud de la Convergence antarctique) fut Solveig Gunbjørg Jacobsen, et aurait été un locuteur du norvégien. L'établissement de Grytviken (qui est un nom suédois) a été fondé par Carl Anton Larsen, un autre locuteur du norvégien.

### Russe
Le russe a été utilisé par quelques explorateurs, tels que Fabian Gottlieb von Bellingshausen, et est resté dans des noms de lieux tels que l'île Visokoi (высокий signifiant « haut »), l'Île Zavodovski, les îles Kupriyanov et l'île Annenkov.

### Espagnol

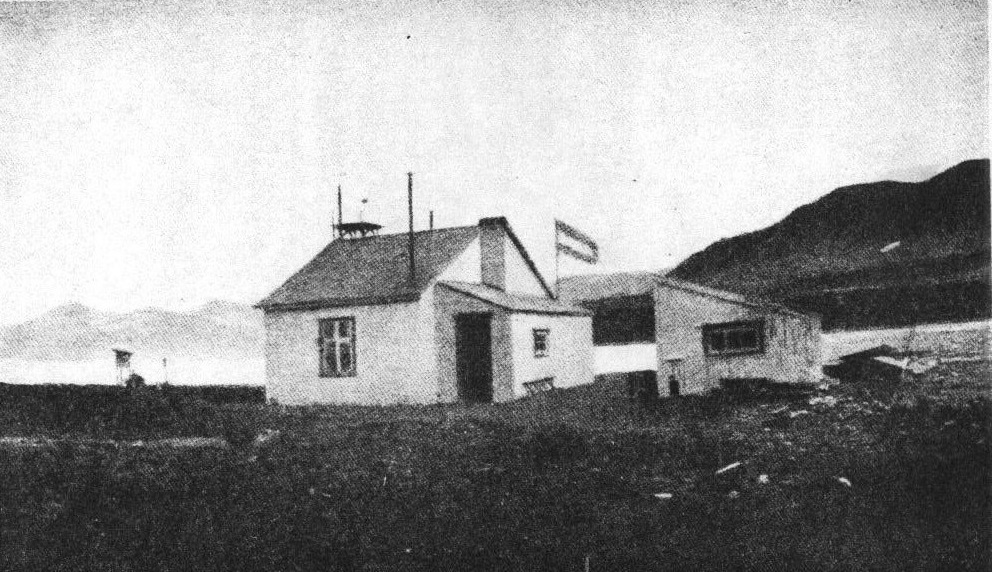
Station météorologique argentine, 1923.

Le rôle de l'espagnol est plus controversé, particulièrement du fait que l'Argentine conteste encore la revendication britannique des îles, et les considère comme faisant partie de la Province de Terre de Feu. La Compagnie argentine de pêche (Compañía Argentina de Pesca) a opéré à Grytviken jusqu'à environ 1960.
La station navale argentine « Base Corbeta Uruguay » a été clandestinement construite sur l'île Thule, dans les îles Sandwich du Sud, le 7 novembre 1976, durant l'émergence de nombreuses protestations. Durant les débuts de la guerre des Malouines, 32 troupes des forces spéciales de la base Corbeta Uruguay ont été apportées par le navire de la marine argentine « Bahía Paraiso » en Géorgie du Sud et accosta à Leith Harbour le 25 mars 1982. Durant cette période, l'Argentine aurait officiellement utilisé l'espagnol. Cependant, le contrôle de l'Argentine n'aurait pas été total et les argentins se rendirent aux britanniques le 25 avril 1982.
L'espagnol ne se retrouve guère dans la toponymie officielle de ces îles, en dehors des noms des bases scientifiques. Cependant, un nombre de noms de lieux ont des équivalents en espagnol, tels que l'île Vindication nommée Isla Vindicación, ou encore la baie de Carlita.

### Suédois
Le suédois est en proche relation et souvent mutuellement intelligible avec le norvégien.
Les noms de lieux Grytviken et Maiviken viennent du suédois.

### Autres
De nombreuses autres langues auraient été utilisées par des explorateurs, baleiniers, chasseurs de phoque, etc. Dans les environs, cela inclurait le scots (parallèlement avec des noms de lieu écossais) et allemand (retenus dans des noms de lieu tels que le glacier Bertrab et la montagne Brocken).